# Enrique Soriano Hernández
Enrique Soriano Hernández (València, 1962) és un jurista valencià, lletrat a les Corts Valencianes i professor de dret constitucional i ciència política a la Universitat de València.
Va estar al capdavant de la Corporació Valenciana de Mitjans de Comunicació entre el 2016 i el 2021, primera etapa de creació de l'ens que va reiniciar el servei de ràdio i televisió públiques al País Valencià amb el govern del Botànic. Va dimitir del càrrec per tornar al seu lloc de treball al parlament valencià.